# Estero Carén (Alhué)
El estero Caren es un curso natural de agua emisario del embalse Carén, en la parte sur de la Región Metropolitana de Santiago, que fluye en dirección general oeste hasta desembocar en el estero Alhué.

## Trayecto
El estero inicia su recorrido como salida de aguas del embalse Carén, que es un depósito de relave de la minería del cobre. La División El Teniente de empresa minera estatal CODELCO ha vertido desde 1987 sus "aguas claras" a través de embalse de relaves Carén al estero Carén. Estas aguas contienen un máximo (entre los años 1990 y 2003) de 1980 mg/l de sulfato y 2,7 mg/l de molibdeno.

## Población, economía y ecología
El 16 de abril del año 2006, una falla en el funcionamiento del tranque provocó un derrame de elementos tóxicos a lo largo de 17 km del estero. El derrame originó un impacto significativo en el ecosistema del entorno por el efecto físico del material particulado depositado sobre suelos y sedimentos.
Después del incidente, el 16 de agosto de 2006, en una sesión del Congreso Nacional de Chile sobre la normativa ambiental, se mencionó varias veces el caso del estero Carén.